# Reinhold Limberg
Reinhold Limberg (* 11. Oktober 1927 in Bütow, Provinz Pommern; † 23. Juli 1997 in Burg bei Magdeburg) war ein deutscher Lehrer, Komponist und Dichter.

## Leben
Limberg wuchs in Mecklenburg auf. Im Zweiten Weltkrieg war er unter anderem als HJ-Marinehelfer auf der Nordseeinsel Helgoland eingesetzt. Entlassen aus der Kriegsgefangenschaft, lebte er zunächst auf dem Bauernhof seines Vaters in Holdorf. Während der Feldarbeit entwickelte er 1947 Melodie, Satz und Text des Liedes Jugend erwach!, das noch im selben Jahr vom Volk und Wissen Verlag veröffentlicht wurde. Bis 1948 war Limberg noch Landarbeiter, ab 1950 bis 1958 unterrichtete er Russisch in Trollenhagen. Von 1960 an war er Musiklehrer an der „Comenius-Schule“, später an der „POS Hermann Matern“ in Burg bei Magdeburg.

## Werke
Limbergs Werk umfasst rund 20 Lieder. Seine bekannteste Liedschöpfung ist zweifellos Jugend erwach! Auch unter dem Refrain „Bau auf, bau auf, Freie Deutsche Jugend, bau auf!“ bekannt, avancierte es zu einem der meistgesungenen Lieder der DDR-Jugendorganisation FDJ. Es stand viele Jahre in Leben Singen Kämpfen, dem Liederbuch der FDJ. Vom Text existieren verschiedene Bearbeitungen, zum Beispiel durch Heinz Kahlau. Außerdem wurde es in über 40 Filmen eingesetzt, was 1994 zu einem Eintrag ins Guinness-Buch der Rekorde führte.
Neben Jugend erwach! komponierte Limberg zum Beispiel das Lied der Marinekameradschaft für Shanty-Chöre und viele über die Heidelandschaft. Er verfasste auch etwa 70 Gedichte.